# Khan Research Laboratories FC
Der Khan Research Laboratories FC, auch als KRL FC oder KRL bekannt, ist ein pakistanischer Fußballklub mit Sitz in Rawalpindi in der Provinz Punjab. Der Name des Klubs geht auf den Gründer das Unternehmen Khan Research Laboratories zurück. Mit bislang fünf Titeln ist der Klub der derzeitiger Rekordmeister der Pakistan Premier League. Zudem gewann die Mannschaft sechsmal den nationalen Pokal.

## Geschichte

### Gründung und Zeit bis zum ersten Titel
Der Klub wurde im Jahr 1995 gegründet. Erste Ergebnisse sind aus der National Championship Saison 1996 bekannt, wo der Klub mit vier Punkten in der Gruppe D der Vorrunde den dritten Platz belegte und somit die nächste Runde knapp verpasste. Beim President’s Cup 1998 gelang schließlich mit sechs Punkten der Sieg in der Gruppe des Klubs und damit die Teilnahme am Achtelfinale. Dort gelang es sich nach einem 2:2 gegen den Air Force FC, sich mit 4:1 im Elfmeterschießen durchzusetzen. Im Viertelfinale war dann nach einem 2:0 beim Police FC, jedoch Schluss. In der National Championship schloss man zwar erstmals erfolgreich die Gruppenphase ab, scheiterte dann jedoch im Viertelfinale an Allied Bank Limited. Die Saison 1999 konnte in der Championship nun ein weiteres Mal die Gruppenphase erfolgreich abgeschlossen werden. Mit der bislang besten Leistung in der Geschichte des Verein stieß die Mannschaft bis ins Halbfinale vor, wo man mit 1:0 dem Navy FC unterlag. Im Pokal lief es diesmal auch äußerst erfolgreich und die Mannschaft schaffte es sogar bis ins Finale, wo es nach der regulären Spielzeit 1:1 gegen Allied Bank zum Elfmeterschießen kam, welches mit 5:4 verloren wurde, womit der FC seinen ersten Titel knapp verpasste. In der Saison 2000 schaffte es die Mannschaft in der National Championship nur bis ins Achtelfinale, und beim President’s Cup nur ins Viertelfinale. Mit dem All Pakistan Governor’s Cup konnte sich die Mannschaft jedoch den ersten Titel sichern, hier ist allerdings nicht bekannt, unter welchen Wettbewerbsbedingungen dieser Gewinn zustand kam.

### Aufkommende Stärke ab den 2000er Jahren
Ein weiteres Mal das Finale in der Championship erreichte der Klub in der Saison 2001, hier scheiterte man diesmal am WAPDA FC, wieder einmal im Elfmeterschießen, mit 4:3. Danach qualifizierte sich die Mannschaft stets für die Endrunde, konnte aber auch hier keinen Titelgewinn erzielen. Zur Saison 2004 wurde der Wettbewerb umstrukturiert und die eingleisige National Division A eingerichtet. Mit 73 Punkten landete die Mannschaft hier auf dem dritten Platz der zum Anfang noch 16 Mannschaften umfassenden Spielklasse. Diese Positionierung konnte auch mit 45 Punkten in der Folgesaison wiederholt werden. Ab der Spielzeit 2006/07 wurde dann auch offiziell die Premier League eingeführt. Ein weiteres Mal endete die Saison für die Mannschaft mit diesmal 44 Punkten auf dem dritten Platz. Diese Konstellation setzte sich dann bis zur Saison 2009/10 fort. Hier gelang der Mannschaft mit 60 Punkten durch das bessere Torverhältnis vor dem Army FC schließlich die erste Meisterschaft in der Klubgeschichte. Ebenso gelang in dieser Saison auch der Gewinn des Pokals, welcher auch schon in den Vorsaison eingefahren werden konnte.

### Dominanz der Liga Anfang der 2010er Jahre
In der Folgesaison nahm die Mannschaft schließlich als Meister erstmals am AFC President’s Cup der Saison 2010 teil. In der Gruppe C kam die Mannschaft jedoch mit drei Punkten nur auf den zweiten Platz, womit direkt nach der Vorrunde dann schon Schluss war. Der einzige Sieg konnte gegen den Nagacorp FC aus Kambodscha erzielt werden. In der Liga gelang mit 58 Punkten dann am Ende der Saison 2010/11 auch nur der zweite Platz, womit die Meisterschaft nicht verteidigt werden konnte. Die Folgesaison schloss der Klub jedoch dann wieder als Meister ab und startete damit gleich auch eine Titelserie in der nationalen Liga. Somit qualifizierte sich die Mannschaft zum zweiten Mal für den President’s Cup, in der Saison 2012 reichte der zweite Platz der mit zwei Punkten in der Gruppe A erlangt wurde für das Weiterkommen in die Finalrunde. Dort gelang in der Gruppe 2 dann aber auch kein Punktgewinn mehr, womit der Wettbewerb an dieser Stelle für die Mannschaft vorbei war.
Die Saison 2012/13 wurde dann erstmals mit der Titelverteidigung in der Nationalen Liga beendet. Im President’s Cup 2013 gelang mit sieben Punkten in der Gruppe B diesmal sogar das beste Vorrunden Ergebnis der bisherigen Cup-Historie des Klubs, erstmals gelang mit sechs Punkten in der Finalgruppe B sogar auch hier der erste Platz, womit die Mannschaft in das Finale einzog. Dort unterlag das Team jedoch dem turkmenischen Vertreter Balkan FK mit 1:0. Die letzte Meisterschaft dieser Titelserie gelang schließlich noch in der Spielzeit 2013/14, diesmal waren es mit 69 Punkten jedoch auch nur fünf Punkte Abstand auf den Verfolgerklub. Somit nahm der Klub auch an der letzten Austragung des President’s Cup teil. Mit vier Punkten reichte es jedoch nur für den dritten Platz der Gruppe A und somit war der Wettbewerb für den Klub an diesem Punkt schon beendet.

### Heutige Zeit
In den darauffolgenden Spielzeiten platzierte sich der Klub nur noch im Mittelfeld. Der nächste Titelgewinn gelang erst in der Saison 2018/19. Dies gelang aber auch nur aufgrund des besseren Torverhältnis zum Air Force FC, da beide Teams 51 Punkte hatten.

## Erfolge
- Pakistan Premier League: 2009/10, 2011/12, 2012/13, 2013/14, 2018/19
- PFF Cup: 2009, 2010, 2011, 2012, 2015, 2016
- NBP President’s Cup Gewinner: 2017
- All Pakistan Governor’s Cup: 2000

## Stadion
Der Verein trägt seine Heimspiele im Firmeneigenen Khan Research Laboratories Ground, auch als Shoaib Akhtar Stadium bekannt, in Rawalpindi aus. Das Stadion hat ein Fassungsvermögen von 8000 Personen.

## Trainerchronik
Stand: Mai 2022
| Trainer             | Nation   | von            | bis               |
| ------------------- | -------- | -------------- | ----------------- |
| Sajjad Mahmood Khan | Pakistan | 1. Januar 2010 | 31. Dezember 2010 |
| Tariq Lutfi         | Pakistan | 1. Januar 2012 | 30. Juni 2017     |
| Sajjad Mahmood Khan | Pakistan | 1. Januar 2015 | 30. Juni 2019     |
| Sajjad Mahmood Khan | Pakistan | 1. Juli 2021   | heute             |